# Siphona pseudomaculata
Siphona pseudomaculata är en tvåvingeart som beskrevs av Blanchard 1963. Siphona pseudomaculata ingår i släktet Siphona och familjen parasitflugor. Inga underarter finns listade i Catalogue of Life.